# Hugo van Dalen
Huig (Hugo) van Dalen (Dordrecht, 16 april 1888 – 's-Gravenhage, 24 februari 1967) was een Nederlands pianist, componist en muziekpublicist.

## Achtergrond
Hij werd geboren in het gezin van onderwijzer Jan Leendert van Dalen (1864-1936) en Geertruida van Nievervaart. Hijzelf was getrouwd met Sophia Wilhelmina Alberdina Rijkhold. Zoon Willem Stradelus Hugo van Dalen (1916-2006) werd predikant, veranderde diverse keren van religie en was vredeactivist.
Van Dalen was benoemd tot Officier d’Academie française en de Belgische regering benoemde hem in 1940 tot ridder in de Orde van Leopold II. Hij overleed in 1967 in het Bronovo-ziekenhuis in Den Haag en werd begraven op Westduin. Als erkenning voor zijn inzet om de werken van Russische componisten, onder wie Aleksandr Skrjabin, buiten Rusland onder de aandacht van het publiek te brengen, benoemde het Skrjabin Genootschap hem in 1988 postuum tot erelid.

## Muziek
Van Dalen studeerde piano bij Johan Wijsman en Julius Röntgen in Amsterdam, bij August Stradal in Wenen en bij Ferruccio Busoni in Berlijn. Hij was tot 1914 docent aan het Klindworth-Scharwenka Konservatorium, waar hij in 1910 pianist-componist Sergei Bortkiewicz (1877-1952) ontmoette. Ze bleven levenslang bevriend en Van Dalen steunde hem geregeld, ook financieel, toen Bortkiewicz als gevolg van de Tweede Wereldoorlog in behoeftige omstandigheden kwam te verkeren. 
Bij de première van Bortkiewicz' pianoconcert nr. 1 opus 16 met het Blüthner Orchester in Berlijn onder leiding van de componist, was Van Dalen de solist. Hij voerde nog menigmaal werk van Bortkiewicz en andere Russische componisten uit. De pianomuziek uit Oost-Europa sprak hem sterk aan. Hij zette zich in om die muziek onder de aandacht van het Nederlandse publiek te brengen.  
Hij schreef onder meer een biografie over Moesorgski (1930) en Tsjaikovski (1930), publiceerde regelmatig over Oost-Europese componisten en muziek als co-auteur, en als verslaggever in het toenmalige Staat- en Letterkundig dagblad Het Vaderland, onder meer over zijn ervaringen tijdens zijn concertreizen in Rusland (1937-39). 
Vanaf 1918 was Van Dalen docent aan het Koninklijk Conservatorium in Den Haag en jarenlang lid van de Haagsche Kunstkring waarvan zestien jaar (1927-1937, 1940-1946) als voorzitter van de afdeling Muziek.
Onder zijn leerlingen bevinden zich Feike Asma (1912-1984), Piet Kingma (1926-1994) , Joop Schouten (1907-1983) en Helene Mulholland (1912-2000).

## Composities
Van Dalen componeerde een aantal liederen teksten van Alice Nahon (1896-1933) zoals Hartenziel, Regendag, Kussen, Rozenknop, Armoe, Menschenogen, ’t Is ure der getijen, Avondwind, Deemstering, Wintergepeinzen, Mist, Nachtdeun, O, blijf niet aan me denken, Avond-zonnebloemen, Middagwiedsters, deels verschenen in de bundel Twaalf liederen.
Hij schreef enkele werken voor accordeonorkest zoals Ballet russe, een Russische rhapsodie, een Suite oriëntale en Valse delicatesse, maar ook vier pianoconcerten.

### Werklijst (selectief)
- Niobe, symfonisch gedicht (1943, Residentieorkest o.l.v. Toon Verhey)
- Valse melancholique Sonja
- Rèverie (3 januari 1946)
- Elegie (ad lib pour la main gauche)
- Biondetta: groot ballet (1953, in vier weken geschreven
- Bouquet russe, voor hobo en piano (gedrukt: 1988)
- Danssuite, duo voor mandoline en accordeon (Donemus, 1960)
- Dertien preluden voor piano (J. Warnier,1956)
- Drie witte rozen ... het symbool
- Feestmars voor piano (1955)
- Fontaine lumineuse, Légende voor piano (1966)
- Geestelijke liederen  (Warnier, 1955)
- Heur leste vroegmis
- Impression
- Muisstil daalt de nacht, zangstemmen, tekst Volker (Wolters: in: Lentezangen, 1932)
- Poseidon, symfonisch gedicht, opgedragen aan Toon Verhey van het Residentieorkest
- Regendag, As majeur.
- Romance, solo voor hobo of saxofoon of klarinet met piano (1966)
- Twaalf liederen op tekst van Alice Nahon, waaronder 
  - L'union royale, F majeur
- Vier klokkenpreludes
- Zaterdag, zangstem, F gr.t.; tekst: Heinrich Petermeyer, (Wolters, in Lentezangen, 1932)

- Biografisch Portaal: 57714179
- Gemeinsame Normdatei: 1159529493
- International Standard Name Identifier: 0000 0000 5086 772X
- Library of Congress Control Number: no2008166187
- MusicBrainz: d2c25341-3406-470e-9e6f-b4b09acde392
- Nederlandse Thesaurus van Auteursnamen: 069602638
- Virtual International Authority File: 21970907
- WorldCat: E39PBJgRP9CDcVTxhFWxVrWxDq